# Skuggadyngja
Skuggadyngja är en kulle i republiken Island. Den ligger i regionen Norðurland eystra, 280 km nordost om huvudstaden Reykjavík. Toppen på Skuggadyngja är 870 meter över havet, eller 91 meter över den omgivande terrängen. Bredden vid basen är 1,2 km.
Trakten runt Skuggadyngja är nära nog obefolkad, med mindre än två invånare per kvadratkilometer. Det finns inga samhällen i närheten. Trakten runt Skuggadyngja är ofruktbar med lite eller ingen växtlighet.